# Fucus distichus
Fucus distichus es una especie de alga parda (Phaeophyceae), que vive en el litoral de la costa norte de los océanos Atlántico y Pacífico. Crece hasta unos 10-30 cm de largo con un corto estipe cilíndrico con ramificación dicótomica, plana y con un nervio central. En las islas británicas se han descrito dos especies. F. distichus subsp. edentatus fue descrita por primera vez en las Islas Shetland por Börgesen en 1903, mientras que F. Powell describió F. distichus subsp. anceps en la costa norte de Escocia. También se encuentra en la costa Norte y Oeste de Irlanda. En el Océano Pacífico se extiende desde Alaska a California.
F. distichus es un organismo que se utiliza como modelo para estudiar el desarrollo de la polaridad celular, ya que forma un zigoto apolar  que puede desarrollar polaridad dado un número variable de gradientes.

## Referencias

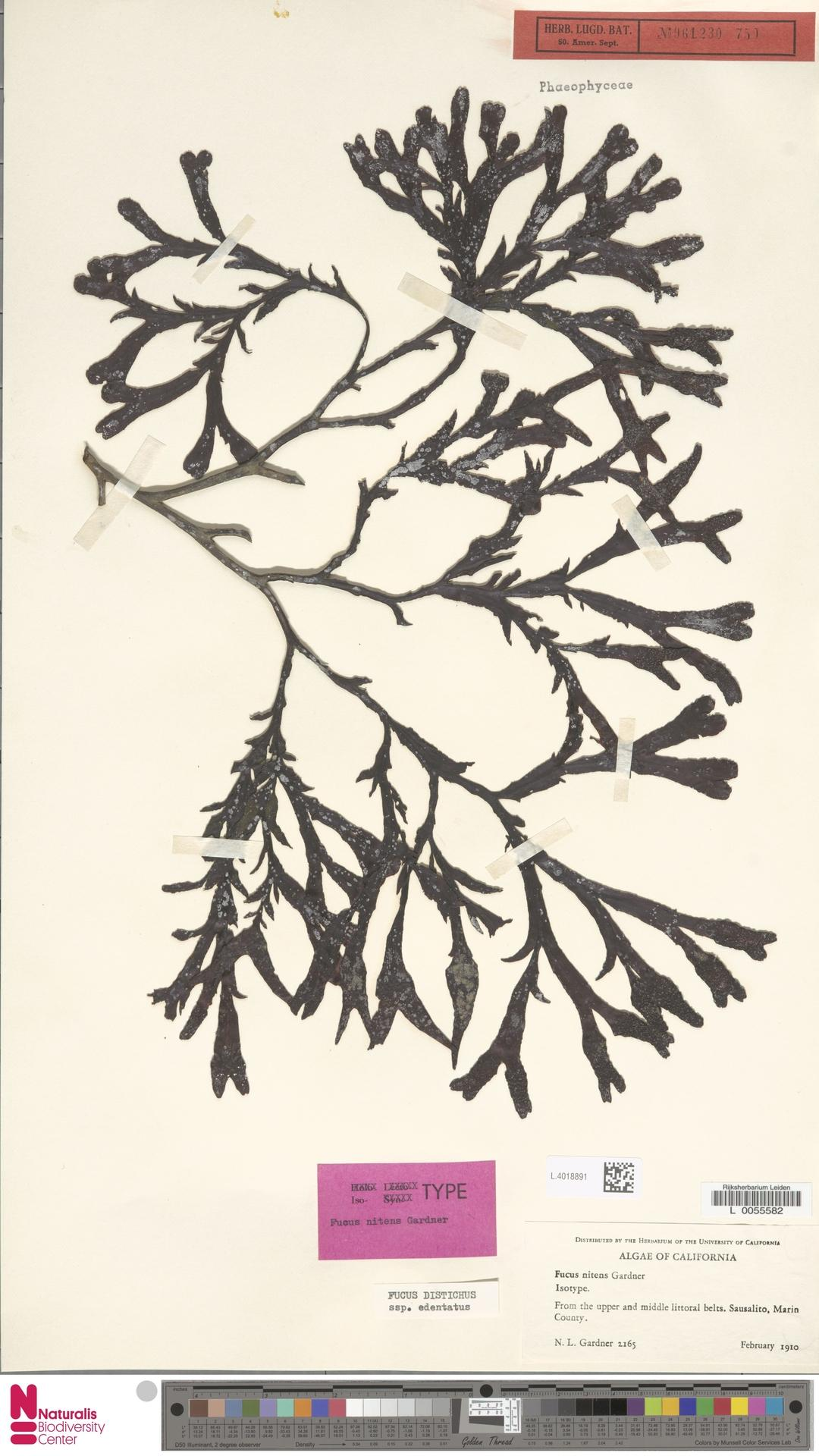
Fucus distichus L. subsp. edentatus (Bach.Pyl.) Powell, isotypo espécimen de herbario, 1910